# JBOD

JBOD

JBOD（ジェイボド）は"Just a Bunch Of Disks(ただのディスクの束)"の略で、ディスクアレイの実装形態の一つ。複数のハードディスクを論理的に連結し、各ハードディスク容量の合計をひとまとめにして利用できるようにする技術および製品群を指す。これらを「スパニング」と呼ぶこともあるが、全く同義である。

## JBODの実装パターン
JBODの実装は次に示す3パターンがある。
1. JBOD機能を持つRAIDコントローラカードを取り付けて、JBODにしたいハードディスクをRAIDコントローラカードに接続する。
2. JBOD用として製造されたディスクアレイ製品をSCSIやファイバーチャネル等のインターフェースに接続する。
3. すでに接続されている複数のハードディスクを、ソフトウェア的に統合してJBODとする（Windows NT系列のOSには「スパン」という名称でこの機能が標準装備されている）。

## RAIDとの関係
複数の物理ドライブを集めて1つの論理ドライブにするというJBODの方法論はRAIDと共通している。
装置に必要とされるインタフェースもほとんど同一であり、そのためRAIDコントローラカードにJBOD機能が備わっていることも多く、またRAID関連製品製造メーカーによって各種の製品が発売されている。
このためJBODはRAIDの一種と思われがちだが、一方で相違点も大きい。RAID 0を除くRAIDは容量を犠牲にしてでも信頼性を確保したいという目的で用いられるのに対し、JBODは信頼性を犠牲にしてでも大容量を確保したいときに用いられる。この点では、JBODと各種RAIDの目的は正反対となる。

### RAID 0との関係
主目的のために信頼性を犠牲にするという点はRAID 0と共通する。構成するハードディスク台数と信頼性の関係もRAID 0と同様、台数の逆数(つまり、2台で構成するなら1/2、4台で構成するなら1/4)となる。
信頼性の問題を縮小するため、JBODディスクアレイ製品内に含まれるハードディスクには、特に高品質なものが選定されていると見られる。
JBODとRAID 0の違いは主目的である。
RAID 0は速度を志向した実装であり、複数のドライブの同時読み書きによる速度の向上を図る。
これに対し、JBODは大容量化を志向した実装であり、単一ドライブに対し読み書きを行うため、速度向上の効果は得られない。
違いが顕著に表れる例として、構成物理ドライブの容量が互いに異なる場合、RAID 0では一般にその中の最小容量×台数分しか容量を得られないが、JBODでは各ドライブの合計分の容量を使うことができる。
また、物理ドライブが破損した場合、RAID 0ではすべてのデータが消えるが、JBODでは該当の物理ドライブのデータが消えるのみである。

### RAID 1との関係
大容量化を指向せず、信頼性の向上のみを図るRAID 1は、RAIDの中でも特にJBODとは遠い関係になるが、共にドライブ2台から実装可能で動作も単純なことから、RAID 5のような複雑なRAID機能を持たない廉価なRAID機器でも、RAID 1とJBODの機能を共に備えている場合が少なくない。これにはRAID 0も含まれることが多いが、接続方式によってはその高速性を活かせない場合がある。
JBODの信頼性低下をカバーするために、JBOD同士でRAID 1を組むような選択肢も考えられるが、そのような実装を行える機器は少なく、また目的の容量を満たすドライブを新たに調達するほうが、大抵の場合は信頼性の面で良い選択肢となる。

### その他のRAIDとの関係
上記RAID 0,1以外の各種RAID（RAID 1+0のような複合型も含む）は、それぞれの方式で速度、信頼性、大容量化の全面にわたる向上を図る。これらのRAIDは速度向上のため同時読み書きを行い、またその容量は一般に、最小ドライブの容量×台数分であり、さらに信頼性向上のためパリティなどの容量ロスがある。
対するJBODは大容量化のみに特化した実装であり、同時読み書きは行わないので速度は向上せず、また1ドライブでも破損すればすべてのデータが失われるが、容量はすべてのドライブの合計分をロスなく使うことができる。

## JBODの使用例
- 仮に8TBの容量を求めるなら、2TBハードディスクを4台買ってきて、JBODで統合すれば思い通りの結果になる。また、同等の構造の外付けハードディスクも販売されている。

- パソコンやサーバの入れ替えによって発生する、(今となっては)小さな容量のハードディスクをJBODでまとめて、利用しやすい容量にして再利用する。たとえば40GB、100GB、160GB、200GBの4台を統合し500GBの単一ドライブとして使うことができる。